# 台灣創意週
台灣創意週為「坎城國際創意節」（英語：Cannes Lions International Festival of Creativity）在台灣舉辦的大型官方活動，2015年由在坎城創意節的台灣代表賴治怡（小魚）及盧佳妤（JJ），將在坎城國際創意節獲獎的作品透過創意週的形式帶到台灣，讓所有的泛創意人（包含廣告人、品牌內部的行銷團隊、甚至是政府單位與組織）在此進行交流。
2018年的主題是「善·用創意」，每年皆會邀請外地講者來台分享創意策展的經驗。2019年的主題是「善用創意，社會創新」。

## 歷年舉辦期間
| 年次 | 活動時間                        |
| ---- | ------------------------------- |
| 2015 | 2015-10-03(六) ~ 2015-10-12(一) |
| 2016 | 2016-10-04(二) ~ 2016-10-14(五) |
| 2017 | 2017-10-24(二) ~ 2017-11-03(五) |
| 2018 | 2018-10-19(五) ~ 2018-10-21(日) |
| 2019 | 2019-11-08(五) ~ 2019-11-10(日) |
| 2020 | 2020-12-18(五) ~ 2020-12-20(日) |

## 外部連結
台灣創意週Creativity Week官方網站 （页面存档备份，存于）